# Sent Bausèli (Avairon)
Sent Bauseli (en francès Saint-Beauzély) és un municipi francès situat al departament de l'Avairon i a la regió d'Occitània.

## Demografia
| 1962                                       | 1968 | 1975 | 1982 | 1990 | 1999 | 2006 |
| ------------------------------------------ | ---- | ---- | ---- | ---- | ---- | ---- |
| 384                                        | 439  | 408  | 422  | 487  | 525  | 514  |
| Des de 1962: població sense dobles comptes |      |      |      |      |      |      |

## Administració
| Període | Identitat          | Partit |
| ------- | ------------------ | ------ |
| 2008-   | Christian Marchand |        |

## Galeria d'imatges

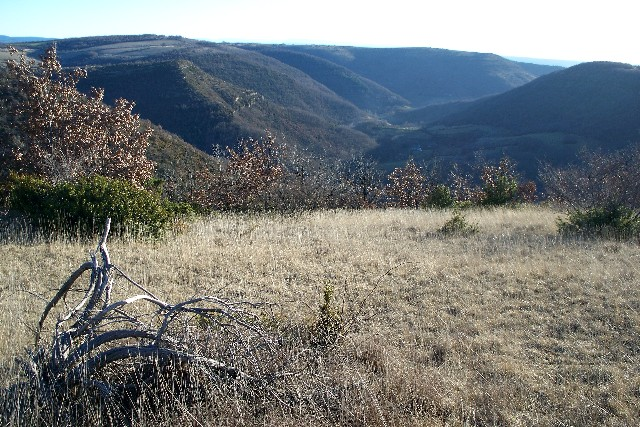
vall de La Musa
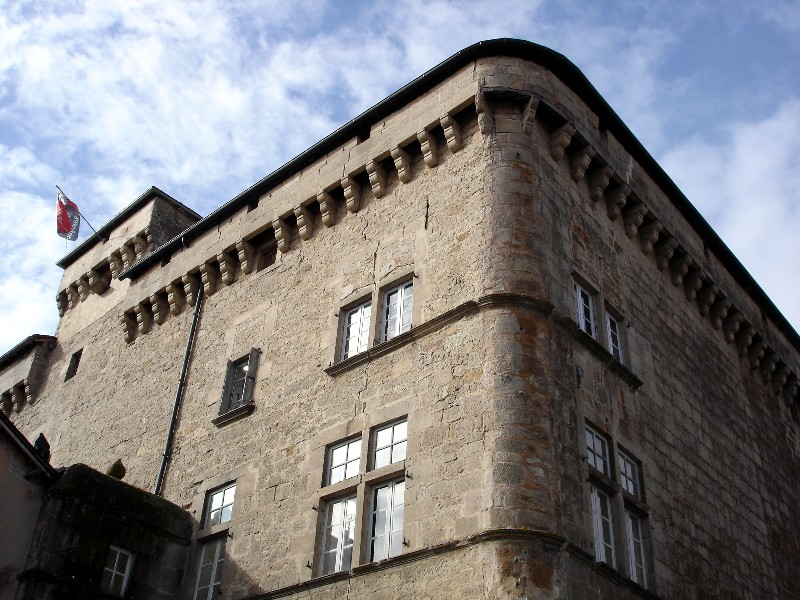
Castell-museu
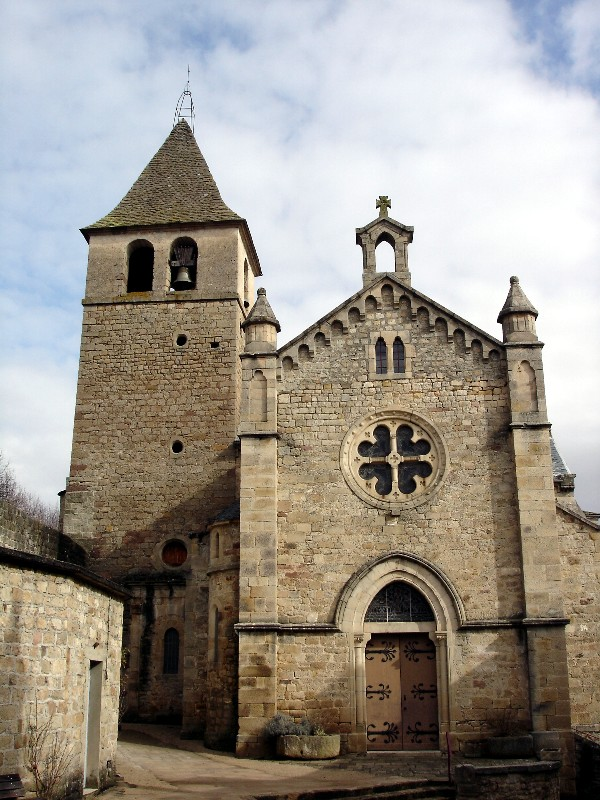
Església